# جیمی برود
جیمی برود (انگلیسی: Jimmy Broad; ۱۰ نوامبر ۱۸۹۱ – ۲۲ اوت ۱۹۶۳) بازیکن فوتبال اهل بریتانیا بود.
از باشگاه‌هایی که در آن بازی کرده‌است می‌توان به باشگاه فوتبال استوک سیتی، باشگاه فوتبال اولدهام اتلتیک، باشگاه فوتبال فلیتوود، باشگاه فوتبال سیتینگبورو، باشگاه فوتبال استالی‌بریج سلتیک، باشگاه فوتبال منچستر سیتی، باشگاه فوتبال منچستر یونایتد، باشگاه فوتبال اورتون، باشگاه فوتبال میلوال، و باشگاه فوتبال واتفورد اشاره کرد.